# Karin Malmsjö
Karin Malmsjö, senare gift Andersson, född 1946 i Stockholm,[källa behövs] är en svensk författare och översättare.
Efter drygt tio år som yrkeschaufför i Stockholm arbetade hon åren 1978 till 2002 som facklitterär översättare. Därefter sysslade hon på heltid med support åt datoranvändare.[källa behövs] År 1992 gav hon ut boken Till min Johan – en alldeles särskild människa. Där beskriver Karin Malmsjö de svårigheter och glädjeämnen som familjen mötte under sin autistiska sons första sex år.
Under sin tid som yrkesöversättare översatte hon huvudsakligen populärvetenskapliga böcker från engelska - och (i mindre utsträckning) från tyska, italienska, danska och franska - men även science fiction-böcker åt Sam J. Lundwalls förlag och Delta förlag samt skönlitteratur åt Norstedts och Bonniers. 
Åren 1992–1996 skrev hon sig Karin Malmsjö Lindelöf, följt av Karin Lindelöf 1997 och så 1998–1999 som Karin Andersson.

### Översättningar (urval)
- John Wyndham: Nätet (Web) (Delta, 1980)
- Desmond Morris: Fotbollsfolket (The soccer tribe) (Norstedt, 1981)
- Shirley Conran: Lace II (Lace II (AWE/Gebers, 1985)
- Roger Vadim: Bardot, Deneuve & Fonda (Bardot, Deneuve & Fonda) (Norstedt, 1986)
- Stephen Jay Gould: Flamingons leende: naturhistoriska essäer (The flamingo's smile) (Ordfront, 1989)
- John Lukacs: Hitler i historien (The Hitler of history) (Prisma, 1999)